# Johannsenomyia argentata
Johannsenomyia argentata är en tvåvingeart som först beskrevs av Friedrich Hermann Loew 1861.  Johannsenomyia argentata ingår i släktet Johannsenomyia och familjen svidknott. Inga underarter finns listade i Catalogue of Life.